# Carl Ferdinand Degen
Carl Ferdinand Degen, auch Karl, (* 1. November 1766 in Braunschweig; † 8. April 1825 in Kopenhagen) war ein deutscher Mathematiker, der in Dänemark wirkte.

## Leben
Degen zog 1771 mit seiner Familie nach Kopenhagen, wo sein Vater Johan Philip Degen Kammermusiker bei der Königlichen Kapelle war. Dieser war der Sohn des Violoncellisten Gerhard Degen und stammte aus Wolfenbüttel, seine Mutter war Henriette Regine (geborene Schultz, * 1740, † 1. September 1788), die Tochter eines Bürgermeisters aus Sondershausen. Er hatte sieben Geschwister. Er besuchte die Schule in Helsingør und studierte ab 1783 an der Universität Kopenhagen unter anderem Mathematik, aber auch klassische Sprachen, Naturwissenschaften und Philosophie. 1792 gewann er einen Preis in Theologie und Mathematik. Er war Mathematiklehrer des Kronprinzen und späteren Christian VII. 1798 wurde er promoviert mit einer Dissertation über die Philosophie von Immanuel Kant und 1800 wurde er Mitglied der dänischen Akademie der Wissenschaften. 1802 wurde er Lehrer für Mathematik und Physik an der Kathedralschule in Odense und ein paar Jahre später Rektor der Kathedralschule in Viborg. 1814 wurde er Professor für Mathematik an der Universität Kopenhagen. 1819 wurde er korrespondierendes Mitglied der Akademie der Wissenschaften in Sankt Petersburg.
Niels Henrik Abel besuchte ihn in Kopenhagen, als er dort studierte, und wurde durch ihn gefördert. Abel – damals noch Schüler in Oslo – meinte 1821, eine allgemeine Lösungsmethode für algebraische Gleichungen fünften Grades durch Radikale gefunden zu haben (später fand er einen Fehler und bewies im Gegenteil, dass dies nicht allgemein möglich ist) in einem Aufsatz, den Degen begutachtete. Degen fand keinen Fehler, empfahl aber dass er zunächst einmal seine Methode an einer konkreten Gleichung erprobte und riet ihm im Übrigen, sich statt diesem Thema (nach Degens Ansicht ziemlich steril) dem damals aktuellen Studium elliptischer Integrale zuzuwenden, worüber er Degen auch noch vor dessen Tod erste Ergebnisse mitteilen konnte. Die großen Erfolge von Abel fielen aber in die Zeit nach Degens Tod.
Degen befasste sich mit Zahlentheorie, veröffentlichte Tafeln über die Lösungen der Pellschen Gleichung für {\displaystyle n<1000} und bewies den Acht-Quadrate-Satz, wobei er fälschlich annahm, dass für alle Potenzen von 2 solche Sätze existieren (die Fälle n=2, n=4 waren schon länger bekannt).

## Schriften
- Bidrag til de etymologiske Undersøgelsers Theorie. Viborg 1807 (Google Books).
- Canon Pellianus Sive Tabula simplicissimam Aequationis Celebratissimae. Kopenhagen, Bonnier 1817 (Google Books).